# Oxalis loricata
Oxalis loricata là một loài thực vật có hoa trong họ Chua me đất. Loài này được Dusén mô tả khoa học đầu tiên năm 1901.